# Parempheriella aperta
Parempheriella aperta är en tvåvingeart som först beskrevs av Loïc Matile 1974.  Parempheriella aperta ingår i släktet Parempheriella och familjen svampmyggor. Inga underarter finns listade i Catalogue of Life.